# Mathania aureomaculata
Mathania aureomaculata är en fjärilsart som först beskrevs av Paul Dognin 1888.  Mathania aureomaculata ingår i släktet Mathania och familjen vitfjärilar. Inga underarter finns listade i Catalogue of Life.